# Canton des Mureaux
Le canton des Mureaux est une circonscription électorale française du département des Yvelines créée par le décret du 21 février 2014. Elle tient lieu de circonscription d'élection des conseillers départementaux et entre en vigueur lors des premières élections départementales suivant la publication du décret.

## Histoire
Un nouveau découpage territorial des Yvelines entre en vigueur à l'occasion des premières élections départementales suivant le décret du 21 février 2014. Les conseillers départementaux sont, à compter de ces élections, élus au scrutin majoritaire binominal mixte. Les électeurs de chaque canton élisent au Conseil départemental, nouvelle appellation du Conseil général, deux membres de sexe différent, qui se présentent en binôme de candidats. Les conseillers départementaux sont élus pour 6 ans au scrutin binominal majoritaire à deux tours, l'accès au second tour nécessitant 12,5 % des inscrits au 1er tour. En outre la totalité des conseillers départementaux est renouvelée. Ce nouveau mode de scrutin nécessite un redécoupage des cantons dont le nombre est divisé par deux avec arrondi à l'unité impaire supérieure si ce nombre n'est pas entier impair, assorti de conditions de seuils minimaux. Dans les Yvelines, le nombre de cantons passe ainsi de 39 à 21.
Le nouveau canton des Mureaux est formé de communes des anciens cantons de Meulan (9 communes) et d'Aubergenville (1 commune). Il est entièrement inclus dans l'arrondissement de Mantes-la-Jolie. Le bureau centralisateur est situé aux Mureaux.

## Représentation
| Période élective | Période élective | Mandat | Mandat   | Identité              | Nuance | Nuance | Qualité |
| ---------------- | ---------------- | ------ | -------- | --------------------- | ------ | ------ | --- |
| 2015             | 2021             | 2015   | 2021     | Yann Scotte           |        | LR     | Cadre supérieur Maire d'Hardricourt (2014 → ) |
| 2015             | 2021             | 2015   | 2021     | Cécile Zammit-Popescu |        | LR     | Docteure en archéologie, enseignante d'université, collaboratrice d'élus Maire de Meulan-en-Yvelines (2014 → ) Vice-présidente de la CU Grand Paris Seine et Oise (2016 → 2022)                           |
| 2021             | 2028             | 2021   | en cours | Marc Herz             |        | DVD    | Ancien kinésithérapeute et podologue Maire d'Ecquevilly (2020 → ) |
| 2021             | 2028             | 2021   | en cours | Cécile Zammit-Popescu |        | LR     | Docteure en archéologie, enseignante d'université, collaboratrice d'élus Maire de Meulan-en-Yvelines (2014 → ) Vice-présidente (2016 → 2022) puis présidente (2022 → ) de la CU Grand Paris Seine et Oise |

### Résultats détaillés

#### Élections de mars 2015
À l'issue du 1er tour des élections départementales de 2015, deux binômes sont en ballottage : Pierre Chassin et Denise Heuze (FN, 28,89 %) et Yann Scotte et Cécile Zammit-Popescu (DVD, 26,12 %). Le taux de participation est de 37,68 % (12 168 votants sur 32 291 inscrits) contre 45,34 % au niveau départemental et 50,17 % au niveau national.
Au second tour, Yann Scotte et Cécile Zammit-Popescu (DVD) sont élus avec 66,45 % des suffrages exprimés et un taux de participation de 38,95 % (7 527 voix pour 12 577 votants et 32 291 inscrits).

#### Élections de juin 2021
Le premier tour des élections départementales de 2021 est marqué par un très faible taux de participation (33,26 % au niveau national). Dans le canton des Mureaux, ce taux de participation est de 25,25 % (8 172 votants sur 32 370 inscrits) contre 33,61 % au niveau départemental. À l'issue de ce premier tour, deux binômes sont en ballottage : Marc Herz et Cécile Zammit-Popescu (DVD, 33,84 %) et Gwenaële Guillo et Boris Venon (DVG, 19,2 %).
Le second tour des élections est marqué une nouvelle fois par une abstention massive équivalente au premier tour. Les taux de participation sont de 34,36 % au niveau national, 35,23 % dans le département et 25,25 % dans le canton des Mureaux. Marc Herz et Cécile Zammit-Popescu (DVD) sont élus avec 56,3 % des suffrages exprimés (4 283 voix pour 8 176 votants et 32 375 inscrits),,.

## Composition
Le nouveau canton des Mureaux comprend dix communes entières.
| Nom                                 | Code Insee | Intercommunalité             | Superficie (km2) | Population (dernière pop. légale) | Densité (hab./km2) | Modifier                                    |
| ----------------------------------- | ---------- | ---------------------------- | ---------------- | --------------------------------- | ------------------ | ------------------------------------------- |
| Les Mureaux (bureau centralisateur) | 78440      | CU Grand Paris Seine et Oise | 11,99            | 34 151 (2022)                     | 2 848              | modifier les données · modifier les données |
| Chapet                              | 78140      | CU Grand Paris Seine et Oise | 5,10             | 1 337 (2022)                      | 262                | modifier les données · modifier les données |
| Ecquevilly                          | 78206      | CU Grand Paris Seine et Oise | 11,27            | 4 090 (2022)                      | 363                | modifier les données · modifier les données |
| Évecquemont                         | 78227      | CU Grand Paris Seine et Oise | 2,50             | 759 (2022)                        | 304                | modifier les données · modifier les données |
| Gaillon-sur-Montcient               | 78261      | CU Grand Paris Seine et Oise | 4,83             | 691 (2022)                        | 143                | modifier les données · modifier les données |
| Hardricourt                         | 78299      | CU Grand Paris Seine et Oise | 3,28             | 2 498 (2022)                      | 762                | modifier les données · modifier les données |
| Meulan-en-Yvelines                  | 78401      | CU Grand Paris Seine et Oise | 3,46             | 8 996 (2022)                      | 2 600              | modifier les données · modifier les données |
| Mézy-sur-Seine                      | 78403      | CU Grand Paris Seine et Oise | 4,76             | 2 261 (2022)                      | 475                | modifier les données · modifier les données |
| Tessancourt-sur-Aubette             | 78609      | CU Grand Paris Seine et Oise | 4,36             | 971 (2022)                        | 223                | modifier les données · modifier les données |
| Vaux-sur-Seine                      | 78638      | CU Grand Paris Seine et Oise | 8,45             | 5 143 (2022)                      | 609                | modifier les données · modifier les données |
| Canton des Mureaux                  | 7811       |                              | 60,00            | 60 897 (2022)                     | 1 015              | modifier les données                        |

## Démographie
En 2022, le canton comptait 60 897 habitants, en évolution de +3,37 % par rapport à 2016 (Yvelines : +2,72 %, France hors Mayotte : +2,11 %).
| 2013   | 2018   | 2022   |
| ------ | ------ | ------ |
| 56 984 | 59 601 | 60 897 |